# Ung thư biểu mô tuyến ống xâm lấn
Ung thư biểu mô tuyến ống xâm lấn hay ung thư biểu mô xâm lấn không có loại đặc biệt là một nhóm ung thư vú không có "tính năng phân biệt cụ thể". Những người có các tính năng này thuộc về các loại khác.
Trong nhóm này là: ung thư biểu mô đa dạng, ung thư biểu mô với các tế bào khổng lồ dạng tế bào hủy xương, ung thư biểu mô với các tính năng ung thư nhau, và ung thư biểu mô với các tính năng nhiễm melani. Nó là một chẩn đoán loại trừ, có nghĩa là chẩn đoán được thực hiện tất cả các loại cụ thể khác phải được loại trừ.

## Phân loại
Ung thư biểu mô xâm lấn không có loại đặc biệt (NST) là dạng ung thư vú xâm lấn phổ biến nhất. Chiếm 55% tỷ lệ mắc bệnh ung thư vú khi chẩn đoán, theo số liệu thống kê từ Hoa Kỳ năm 2004. Trên chụp nhũ ảnh, nó thường được hình dung như là một khối lượng với gai tốt tỏa ra từ các cạnh. Về khám sức khỏe, khối u này thường cảm thấy khó khăn hơn hoặc cứng rắn hơn các tổn thương vú lành tính như u xơ hóa. Khi kiểm tra bằng kính hiển vi, các tế bào ung thư xâm nhập và thay thế các mô bình thường xung quanh. IDC được chia thành một số loại phụ mô học.

## Các dấu hiệu và triệu chứng
Trong nhiều trường hợp, ung thư biểu mô ống là không có triệu chứng, và phát hiện như là kết quả bất thường trên chụp nhũ ảnh. Khi các triệu chứng xuất hiện, một khối u to, không đau, không dao động trong thời kỳ kinh nguyệt có thể được cảm nhận. :274–275 Véo của vùng da trên cũng có thể được nhìn thấy. Một số loại phụ, chẳng hạn như ung thư biểu mô viêm, có thể dẫn đến sưng, phình to và mềm. Tất cả các biến thể của ung thư, nếu có di căn, có thể gây ra các hạch bạch huyết mở rộng và ảnh hưởng đến các cơ quan khác. :746–747

## Nguyên nhân
Ung thư có thể hình thành từ tổn thương tiền ung thư được gọi là ung thư biểu mô ống tại chỗ.